# Лауко
Лауко (італ. Lauco) — муніципалітет в Італії, у регіоні Фріулі-Венеція-Джулія,  провінція Удіне.
Лауко розташоване на відстані близько 510 км на північ від Рима, 110 км на північний захід від Трієста, 50 км на північний захід від Удіне.
Населення — 744 особи (2014).

## Демографія
Населення за роками:

Станом на 1 січня 2023 року в муніципалітеті офіційно проживало 12 іноземців з 7 країн, серед них 9 громадян країн Євросоюзу.

## Сусідні муніципалітети
- Оваро
- Равео
- Сутріо
- Тольмеццо
- Вілла-Сантіна
- Цульйо